# Ilex thyrsiflora
Ilex thyrsiflora är en järneksväxtart som beskrevs av Johann Friedrich Klotzsch. Ilex thyrsiflora ingår i släktet järnekar, och familjen järneksväxter. Utöver nominatformen finns också underarten I. t. schomburgkii.